# Hexatoma (Eriocera) aperta
Hexatoma (Eriocera) aperta is een tweevleugelige uit de familie steltmuggen (Limoniidae). De soort komt voor in het Australaziatisch gebied.